# Hideki Irabu

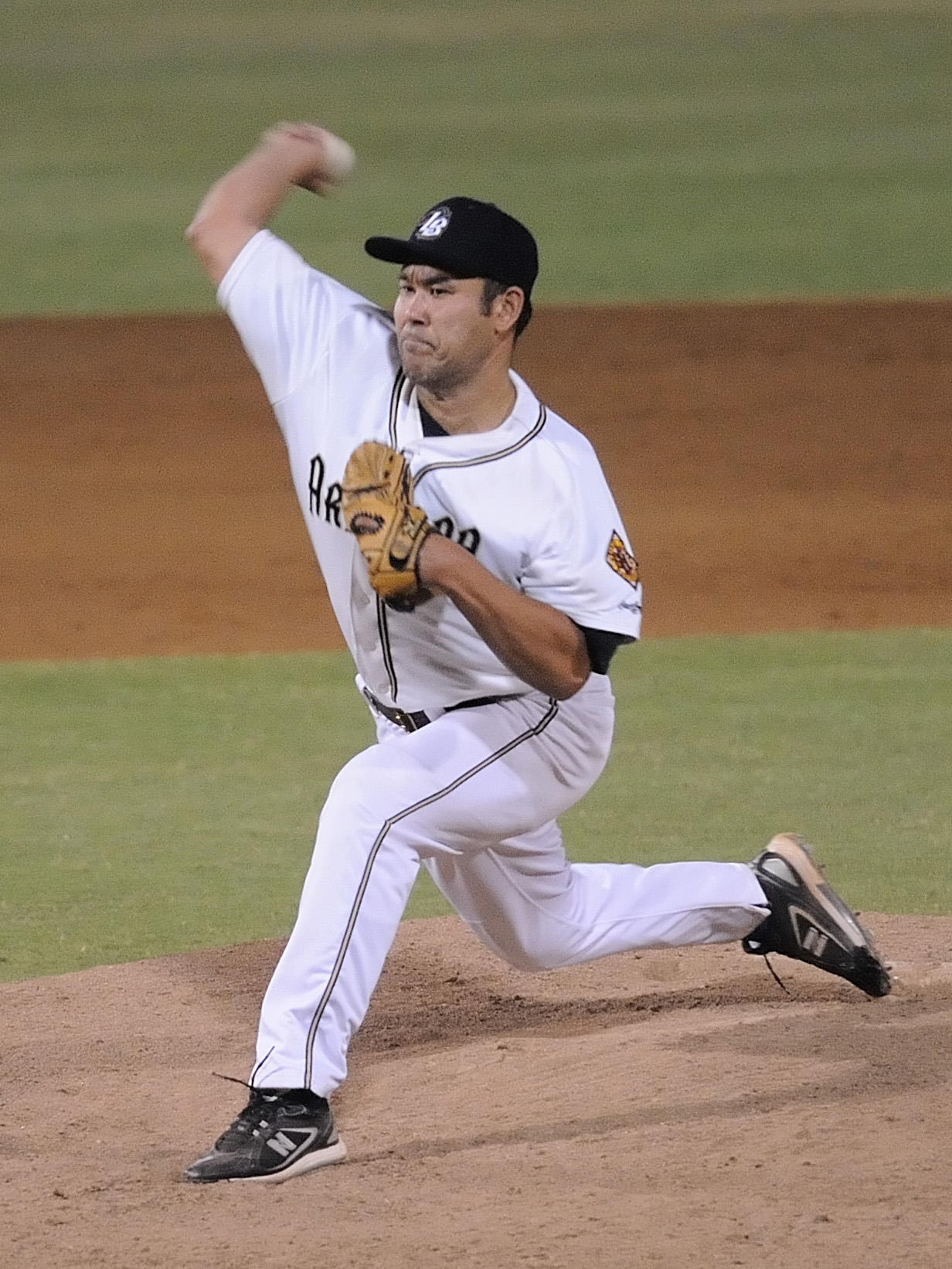
Imagem de Hideki Irabu.

Hideki Irabu (5 de maio de 1969 - 27 de julho de 2011) foi um jogador profissional de beisebol japonês.

## Carreira
Hideki Irabu foi campeão da World Series 1999 jogando pelo New York Yankees. Na série de partidas decisiva, sua equipe venceu o Atlanta Braves por 4 jogos a 0.